# Friedrich Tenbruck
Friedrich H. Tenbruck (Essen, 22 settembre 1919 – Tubinga, 9 febbraio 1994) è stato un sociologo tedesco.

## Biografia
Tenbruck studiò filosofia, storia e tedesco presso l'Università di Friburgo (in particolare con Martin Heidegger), e nelle università di Berlino, Colonia, Greifswald e Marburgo. All'università di Marburgo nel 1944 conseguì il dottorato con una tesi sulla "Critica della ragion pura" di Kant, con l'aiuto di Julius Ebbinghaus. A Marburgo visse nella casa di Max Kommerell. Dal 1946 al 1949 lavorò come assistente di ricerca al Seminario filosofico dell'Università di Marburgo.  
Negli anni '50 passò dalla filosofia alla sociologia e dopo una visita di studio nel 1951/51 negli Stati Uniti per alcuni mesi fu assistente personale di Max Horkheimer a Francoforte sul Meno. Dal 1957 al 1962 Tenbruck insegnò come professore assistente presso la Hobart and William Smith Colleges a Ginevra (New York). Dopo il suo ritorno in Germania prese l'abilitazione nel 1962 presso l'Università di Friburgo sotto Arnold Bergstraesser con una tesi sulla storia e la società. 
Nel 1963 Tenbruck divenne professore di sociologia presso la Facoltà di scienze economiche e sociali dell'Università di Francoforte sul Meno e nel 1967 (come successore di Ralf Dahrendorf) professore presso la Facoltà di Giurisprudenza ed Economia dell'Università di Tubinga. Tenbruck rianimò la sociologia culturale e co-fondò la sezione "sociologia culturale" dell'Associazione sociologica tedesca. Dopo il 1968, fu uno dei più acuti critici scientifici del recente sviluppo della sociologia, specialmente nella versione marxista, ma anche del dominante nel funzionalismo strutturale degli anni '60.

## Opere principali
- Das Werk Max Webers. Methodologie und Sozialwissenschaften. in KZfSS Jg. 38, 1986, S. 13–31. Wieder in: Jürgen Friedrichs & Karl Ulrich Mayer & Wolfgang Schluchter, Hgg.: Soziologische Theorie und Empirie. KZfSS. Westdeutscher Verlag, Opladen 1997 ISBN 3531131397 S. 106–124
- Die unbewältigten Sozialwissenschaften oder die Abschaffung des Menschen. Styria, Graz 1984. ISBN 3-222-11453-6
- Die Sozialwissenschaften als Mythos der Moderne. Adamas, Köln 1985. ISBN 3-920007-90-5
- Geschichte und Gesellschaft. Duncker & Humblot, Berlin 1986 (Habilitationsschrift von 1962)
- Die kulturellen Grundlagen der Gesellschaft. Der Fall der Moderne. Westdeutscher, Opladen ²1990. ISBN 3-531-12005-0
- Was war der Kulturvergleich, ehe es den Kulturvergleich gab?. In: Joachim Matthes (Hg.): „Zwischen den Kulturen? Die Sozialwissenschaften vor dem Problem des Kulturvergleichs“ (Reihe Soziale Welt, Sonderband 8), S. 13–35
- Perspektiven der Kultursoziologie. Gesammelte Aufsätze, Hg. mit Clemens Albrecht. Westdeutscher, Opladen 1996. ISBN 3-531-12773-X
- Das Werk Max Webers. Gesammelte Aufsätze zu Max Weber, Hg. mit Harald Homann. Mohr-Siebeck, Tübingen 1999. ISBN 3-16-146976-3